# تیم برابنتز
تیم برابنتز (انگلیسی: Tim Brabants؛ زادهٔ ۲۳ ژانویهٔ ۱۹۷۷) قایقران کانو اهل بریتانیا است.
وی در مسابقات کشوری و بین‌المللی در مجموع برندهٔ ۲ مدال طلا، ۴ مدال نقره، ۲ مدال برنز شده‌است.